# Equazione differenziale alle derivate parziali parabolica
Un'equazione differenziale alle derivate parziali parabolica è un tipo di equazione differenziale alle derivate parziali (EDP) che può essere usata per descrivere diversi problemi scientifici come la diffusione del calore, o la diffusione delle onde sonore in acqua, in sistemi fisici e matematici con variabile temporale e che si comportano come la diffusione del calore all'interno di un solido.
Esempi di EDP paraboliche sono l'equazione del calore e il flusso di Ricci.

## Definizione
Una EDP della forma:
{\displaystyle A{\frac {\partial ^{2}u}{\partial x^{2}}}+B{\frac {\partial ^{2}u}{\partial x\partial y}}+C{\frac {\partial ^{2}u}{\partial y^{2}}}+D{\frac {\partial u}{\partial x}}+E{\frac {\partial u}{\partial y}}+F=0}
è parabolica se soddisfa la condizione:
{\displaystyle B^{2}-4AC=0}
Questa definizione è analoga a quella di una parabola nel piano in geometria analitica.
Un semplice esempio di EDP parabolica è l'equazione del calore nel caso unidimensionale:
{\displaystyle {\frac {\partial u}{\partial t}}=k{\frac {\partial ^{2}u}{\partial x^{2}}}}
dove {\displaystyle u(t,x)} è la temperatura al tempo {\displaystyle t} e alla posizione {\displaystyle x}, e {\displaystyle k} è costante.
Il simbolo {\displaystyle {\frac {\partial u}{\partial t}}} rappresenta la derivata parziale rispetto al tempo e allo stesso modo {\displaystyle {\frac {\partial ^{2}u}{\partial x^{2}}}} è la derivata parziale seconda rispetto a {\displaystyle x}.
Questa equazione stabilisce che la temperatura di un dato punto a un determinato istante crescerà o scenderà con un tasso proporzionale alla differenza tra la temperatura a quel punto e la temperatura media attorno al punto. La quantità {\displaystyle \partial ^{2}u/\partial x^{2}} indica quanto la temperatura è distante dal soddisfare la proprietà del valor medio delle funzioni armoniche.
Una generalizzazione dell'equazione del calore è:
{\displaystyle {\frac {\partial u}{\partial t}}=Lu}
dove {\displaystyle L} è un operatore ellittico del second'ordine (ciò implica che {\displaystyle L} sia anche positivo; il caso in cui {\displaystyle L} è non-positivo è descritto sotto). Un sistema di questo tipo può essere nascosto in un'equazione della forma
{\displaystyle \nabla \cdot (a(x)\nabla u(x))+b(x)^{T}\nabla u(x)+cu(x)=f(x)}
se la funzione matriciale {\displaystyle a(x)} ha un nucleo di dimensione 1.

### Soluzione
Le EDP paraboliche di cui si è discusso hanno soluzione per ogni {\displaystyle x}, {\displaystyle y} e {\displaystyle t>0}. Un'equazione della forma:
{\displaystyle {\frac {\partial u}{\partial t}}=Lu}
si considera parabolica se {\displaystyle L} è funzione (eventualmente non lineare) di {\displaystyle u} e delle sue derivate prima e seconda, con altre condizioni su {\displaystyle L}. Con in tale tipo di equazione parabolica non lineare, esistono soluzioni per un periodo di tempo limitato: le soluzioni potrebbero dare luogo a singolarità anche per tempi finiti. La difficoltà dunque è determinare le soluzioni per tutto l'arco temporale, o più generalmente studiare le singolarità che sorgono. Questo è in generale abbastanza difficile, come nella soluzione della congettura di Poincaré attraverso il flusso di Ricci.

## Equazioni paraboliche all'indietro
Si potrebbero considerare EDP della forma:
{\displaystyle {\frac {\partial u}{\partial t}}=-Lu}
dove {\displaystyle L} è un operatore ellittico positivo. Questi problemi non sono necessariamente ben posti (le soluzioni potrebbero non esistere o crescere indefinitamente in tempi finiti), essi occorrono studiando la riflessione delle singolarità delle soluzioni a EDP diverse.
Questa classe di equazioni è abbastanza legata alle normali equazioni iperboliche, che possono essere viste semplicemente considerando le cosiddette equazioni del calore all'indietro:
{\displaystyle {\begin{cases}u_{t}=\Delta u&{\textrm {su}}\ \ \Omega \times (0,T)\\u=0&{\textrm {su}}\ \ \partial \Omega \times (0,T)\\u=f&{\textrm {su}}\ \ \Omega \times \left\{T\right\}\end{cases}}}
Questa è essenzialmente la stessa cosa che avviene per le equazioni iperboliche all'indietro:
{\displaystyle {\begin{cases}u_{t}=-\Delta u&{\textrm {su}}\ \ \Omega \times (0,T)\\u=0&{\textrm {su}}\ \ \partial \Omega \times (0,T)\\u=f&{\textrm {su}}\ \ \Omega \times \left\{0\right\}\end{cases}}}